# Vladimír Holáň
Vladimír Holáň (* 18. května 1950 Kopidlno) je badatelem v oblasti transplantační imunologie a vyučujícím na Přírodovědecké fakultě UK. V roce 2008 se stal vedoucím vědeckým pracovníkem Ústavu experimentální medicíny AV ČR, oddělení transplantační imunologie. Studia biologie ukončil v roce 1972, o 6 let později získal doktorát. Zabývá se studiem cytokinů a dalších imunoregulačních molekul při cílených zásazích do diferenciace a funkce buněk imunitního systému.